# Robert Nippoldt

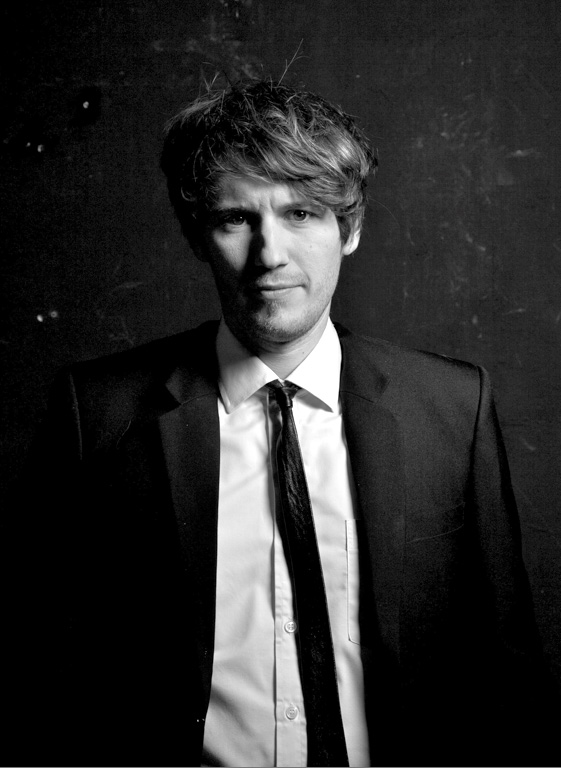
Portrait Robert Nippoldt (2015)

Robert Nippoldt (* 13. Oktober 1977 in Kranenburg (Niederrhein)) ist ein deutscher Grafiker, Illustrator und Buchkünstler.

## Leben
Robert Nippoldt studierte an der Fachhochschule Münster Grafik und Illustration. Sein Diplombuch war Gangster. Die Bosse von Chicago. Nach zweijähriger Arbeit erschien im Herbst 2007 sein zweites Buch Jazz im New York der wilden Zwanziger, das in mehrere Sprachen übersetzt und vielfach ausgezeichnet wurde. 2010 erschien Hollywood in den 30er Jahren, sein drittes Buch über das Amerika der 1920er und 1930er Jahre. Sein viertes Buch Es wird Nacht im Berlin der Wilden Zwanziger erschien 2017 im Taschen Verlag. Begleitend zu seinen Büchern entstanden Spiele und limitierte Siebdrucke.
Neben seinen Buchprojekten zeichnet er für internationale Magazine und Kunden wie The New Yorker, Le Monde, Die ZEIT, Mercedes-Benz, Reader’s Digest, Taschen und TIME Magazine. Bei solchen Aufträgen arbeitet er zusammen mit seiner Schwester Astrid Nippoldt und seiner Frau Christine Nippoldt unter dem gegründeten Label Studio Nippoldt.
Zum Berlinbuch gibt es die begleitende Show „Ein rätselhafter Schimmer“.  Das Bühnenprogramm mit Live-Zeichnungen und Live-Musik wurde 2015–2018 von Robert Nippoldt und dem Trio Größenwahn entwickelt. Die Show wurde bereits mehr als 60 Mal aufgeführt, u. a. im Bonner Pantheon-Theater, im Berliner Heimathafen Neukölln, in der historischen Stadthalle Wuppertal, im Schloss Elmau, im Kurhaus Göggingen und auf den Kreuzfahrtschiffen der AIDA.
Nippoldts Arbeiten wurden in Ausstellungen in Deutschland, der Schweiz, in Belgien und in Spanien gezeigt. Sein Atelier (Ateliers Hafenstraße) befindet sich am alten Güterbahnhof von Münster.

## Werke

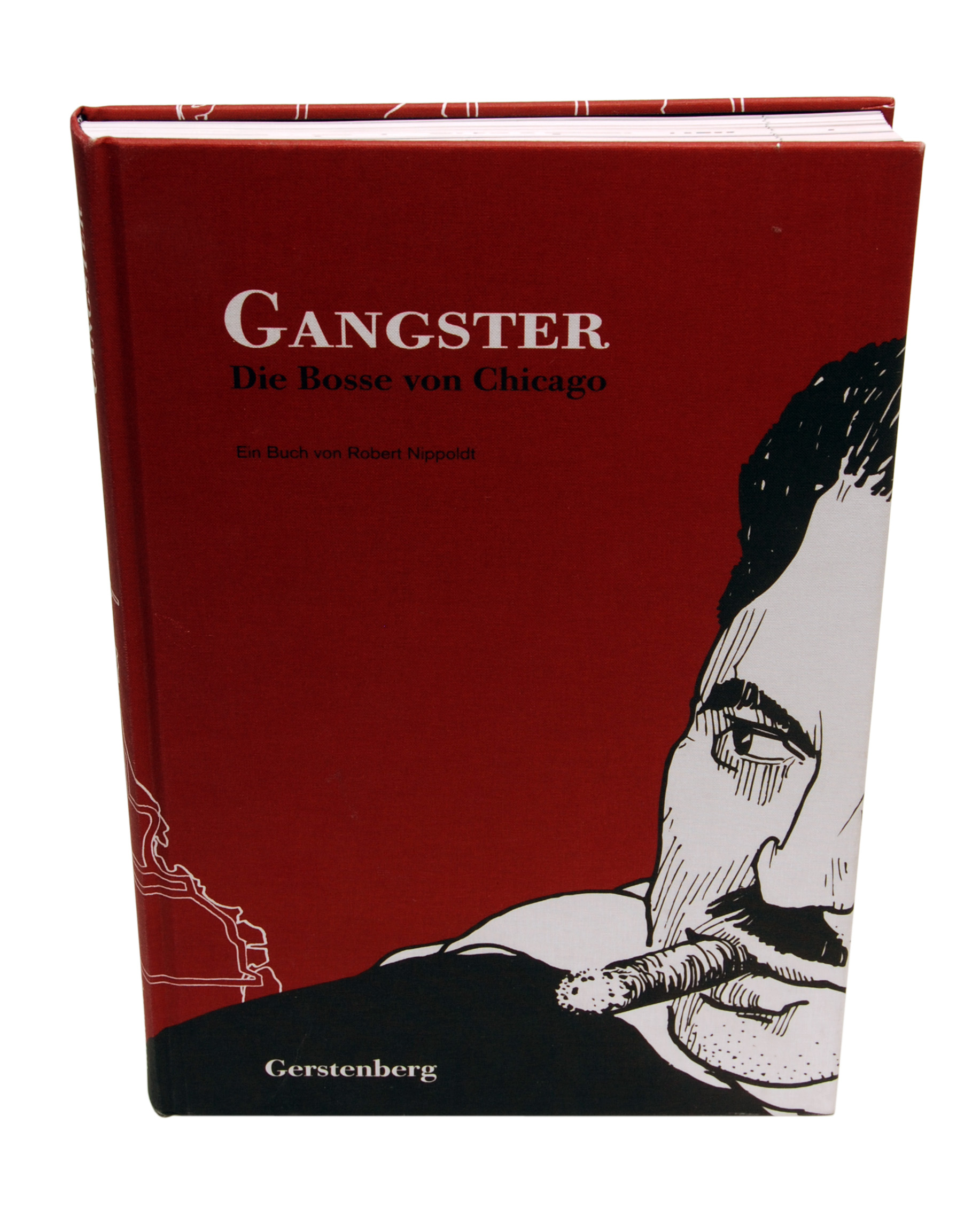
Cover: Gangster. Die Bosse von Chicago

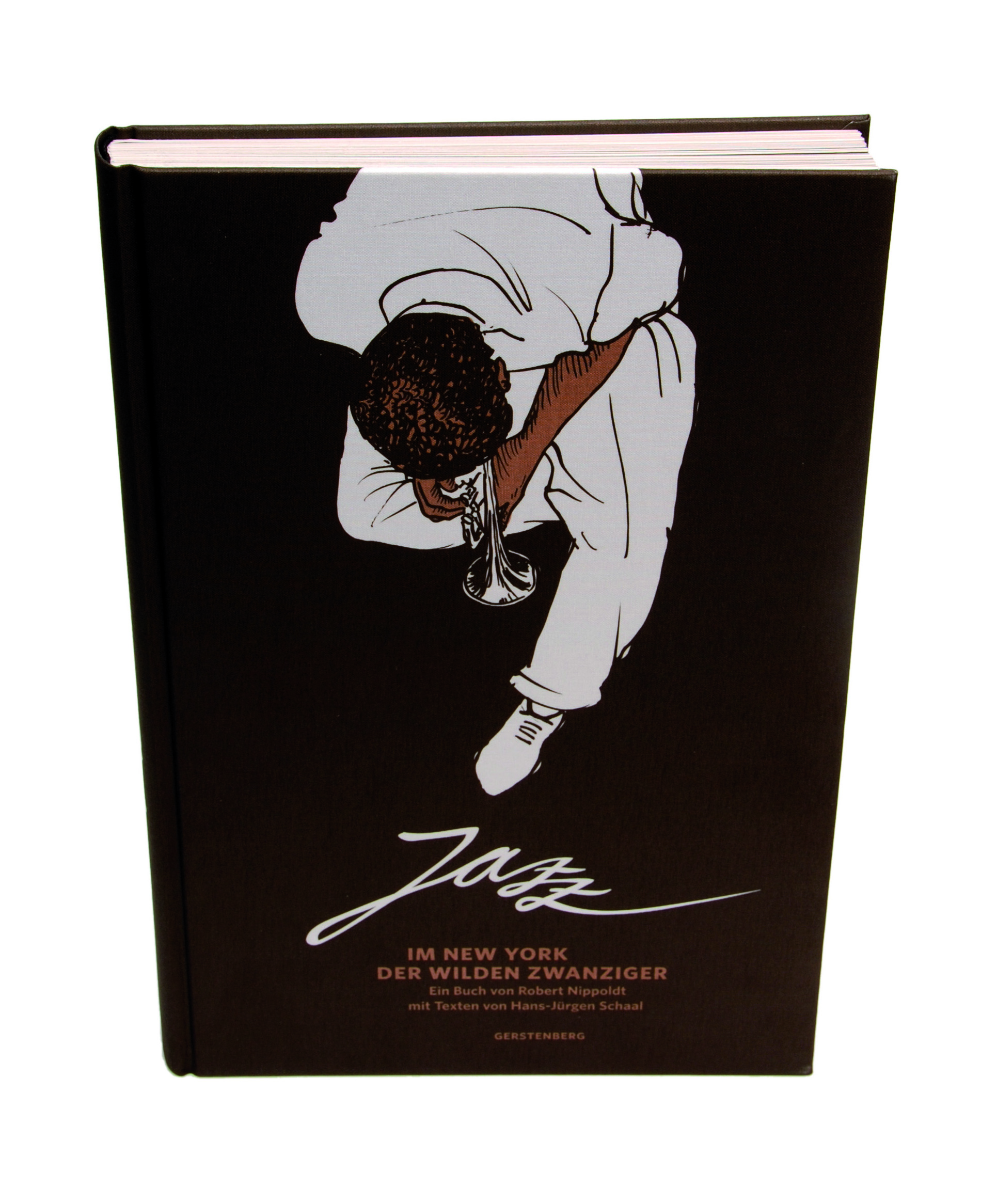
Cover: Jazz im New York der wilden Zwanziger

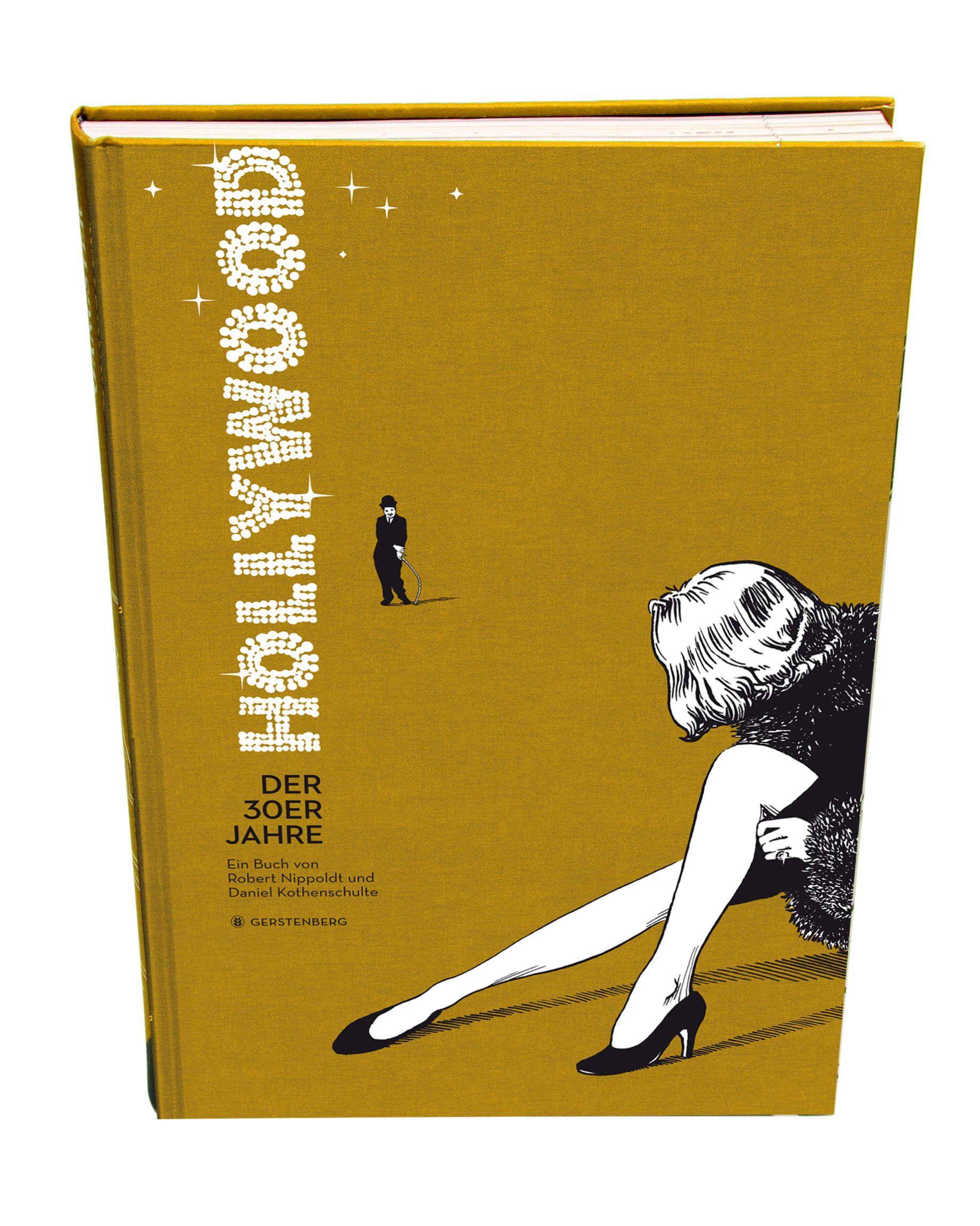
Cover: Hollywood in den 30er Jahren

- Gangster. Die Bosse von Chicago. Gerstenberg Verlag, Hildesheim 2005, ISBN 978-3-8067-2941-2
- Jazz im New York der wilden Zwanziger, mit Hans-Jürgen Schaal (Text). Gerstenberg Verlag, Hildesheim 2007, ISBN 978-3-8369-2581-5[25][26]
- Hollywood in den 30er Jahren, mit Daniel Kothenschulte (Konzept, Text) und Christine Goppel (Kolorierung). Gerstenberg Verlag, Hildesheim, 2010, ISBN 978-3-8369-2628-7[27]
- Die große Transformation. Klima – Kriegen wir die Kurve? mit Christine Goppel, Jörg Hartmann, Jörg Hülsmann, Astrid Nippoldt und Iris Ugurel. Herausgegeben von A. Hamann, C. Zea-Schmidt und Reinhold Leinfelder. Verlagshaus Jacoby & Stuart, WBGU, Berlin 2013, ISBN 978-3-941087-49-1[28]
- Es wird Nacht im Berlin der Wilden Zwanziger, mit Boris Pofalla (Text). TASCHEN Verlag, Köln 2017, ISBN 978-3-8365-6319-2[29]
- Der Große Gatsby, F. Scott Fitzgerald, mit Illustrationen von Robert Nippoldt, Coppenrath, Münster 2022, ISBN 978-3-649-64095-0[30]

## Auszeichnungen
- ICMA-Award in Gold für „Der Große Gatsby“, 2022[31][32]
- ADC Award für das Buch „Berlin“, 2019, New York[33]
- Indigo Design Award für das Buch „Berlin“, 2019, Amsterdam[34]
- iF Design Award für das Buch „Berlin“, 2019, Hannover[35]
- German Design Award für das Buch „Berlin“, 2019, Frankfurt[36]
- A' Design Award für das Buch „Berlin“, 2019, Como[37]
- Econ Megaphon Award, Shortlist, für das Buch „Berlin“, 2018, Berlin[38]
- International Design Award für das Buch „Berlin“, 2018, Los Angeles[39]
- Best Book Award für das Buch „Berlin“, 2018, Los Angeles[40]
- Berliner Type Award für das Buch „Berlin“, 2018, Berlin[41]
- red dot design award für das Buch „Berlin“, 2018, Essen
- Auszeichnung vom Art Directors Club für das Buch „Berlin“, 2018, Berlin[42]
- Auszeichnung vom Joseph Binder Award für das Buch „Berlin“, 2018, Wien[43]
- International Creative Media Award für das Buch „Berlin“, 2018, Meerbusch[44]
- Filmbuch des Monats, Hans Helmut Prinzler, für das Buch „Berlin“, Januar 2018, Berlin[45]
- German Design Award für das Buch „Jazz“, 2016, Frankfurt
- Best American Infographic für “Facemap” aus dem Buch “Hollywood”, 2015, New York
- International Book Award für das Buch „Jazz“, 2014, Los Angeles
- Good Design Award für das Buch „Jazz“, 2014, Chicago[46]
- Joseph Binder Award für das Buch „Jazz“, 2014, Wien
- A' Design Award für das Buch „Jazz“, 2014, Como[47]
- D&AD, Auszeichnung für das Buch „Jazz“, 2014, London[48]
- Best American Infographic für die Infografik „Die Aufnahmesessions – Ein Soziogramm“ aus dem Buch „Jazz“, 2014, New York
- Nominierung für den German Design Award für das Buch „Hollywood“, 2012, Frankfurt
- Auszeichnung vom Deutschen Designer Club für das Buch „Hollywood“, 2011, Frankfurt
- red dot design award für das Buch „Hollywood“, 2011, Essen
- Filmbuch des Jahres, Hans Helmut Prinzler für das Buch „Hollywood“, 2010, Berlin[49]
- Buch des Monats, Deutsche Kinemathek für das Buch „Hollywood“, 2010, Berlin
- Preis der Deutschen Schallplattenkritik für die CD-Reihe „Der Jazz in Deutschland“, 2009, Bonn
- Nominierung für den Designpreis der Bundesrepublik Deutschland für das Buch „Jazz“, 2008, Berlin
- European Design Award für das Buch „Jazz“, Auszeichnung für Buchlayout, 2008, Stockholm[50]
- Stiftung Buchkunst, „Das schönste deutsche Buch 2007“ für das Buch „Jazz“, 2007, Frankfurt
- Illustrative: „Eines der schönsten Bücher Europas“ für das Buch „Jazz“, 2007, Berlin
- red dot design award für das Buch „Gangster“, 2006, Essen
- Auszeichnung vom Deutschen Designer Club für das Buch „Gangster“, 2005, Frankfurt